# Bosc caducifoli temperat

Distribució dels boscos caducifolis

El bosc caducifoli temperat és l'ecosistema o el bioma del bosc d'arbres de fulla caduca. Les regions temperades a latituds mitjanes estan ocupades fonamentalment per dos biomes. En primer lloc, en aquelles regions amb abundant pluviometria els immensos ecosistemes forestals que s'hi estableixen estan caracteritzats per la presència d'espècies de fulla caduca. Aquest bioma dels boscos caducifolis temperats cobria antigament tota l'Europa occidental, la Xina septentrional i central i les regions del continent nord-americà situades entre els Grans Llacs, el Mississipi i el Golf de Sant Llorenç. Aquests ecosistemes són, per contra, gairebé inexistents en l'hemisferi sud (excepte a la Patagònia i la Terra del Foc).
A Europa aquest bioma està representat per boscos de roures i faigs, segons les variacions locals en humitat atmosfèrica, dins dels quals es troben altres espècies menys abundants com tells i aurons. El bosc caducifoli temperat, de diversitat d'espècies bastant elevada, té una clara estratificació arbustiva i herbàcia. Les espècies que componen aquests estrats tenen curts períodes vegetatius i estan adaptades a les particulars condicions del subsòl del bosc que roman sotmès a una intensa penombra des del començament de l'estació càlida per la ràpida i intensa entrada en foliació de les espècies arbòries.

Les espècies arbòries més representatives d'aquest ecosistema als Països Catalans són els faigs i els roures, tot i que també hi ha til·lers, castanyers, aurons i freixes i altres arbres. 

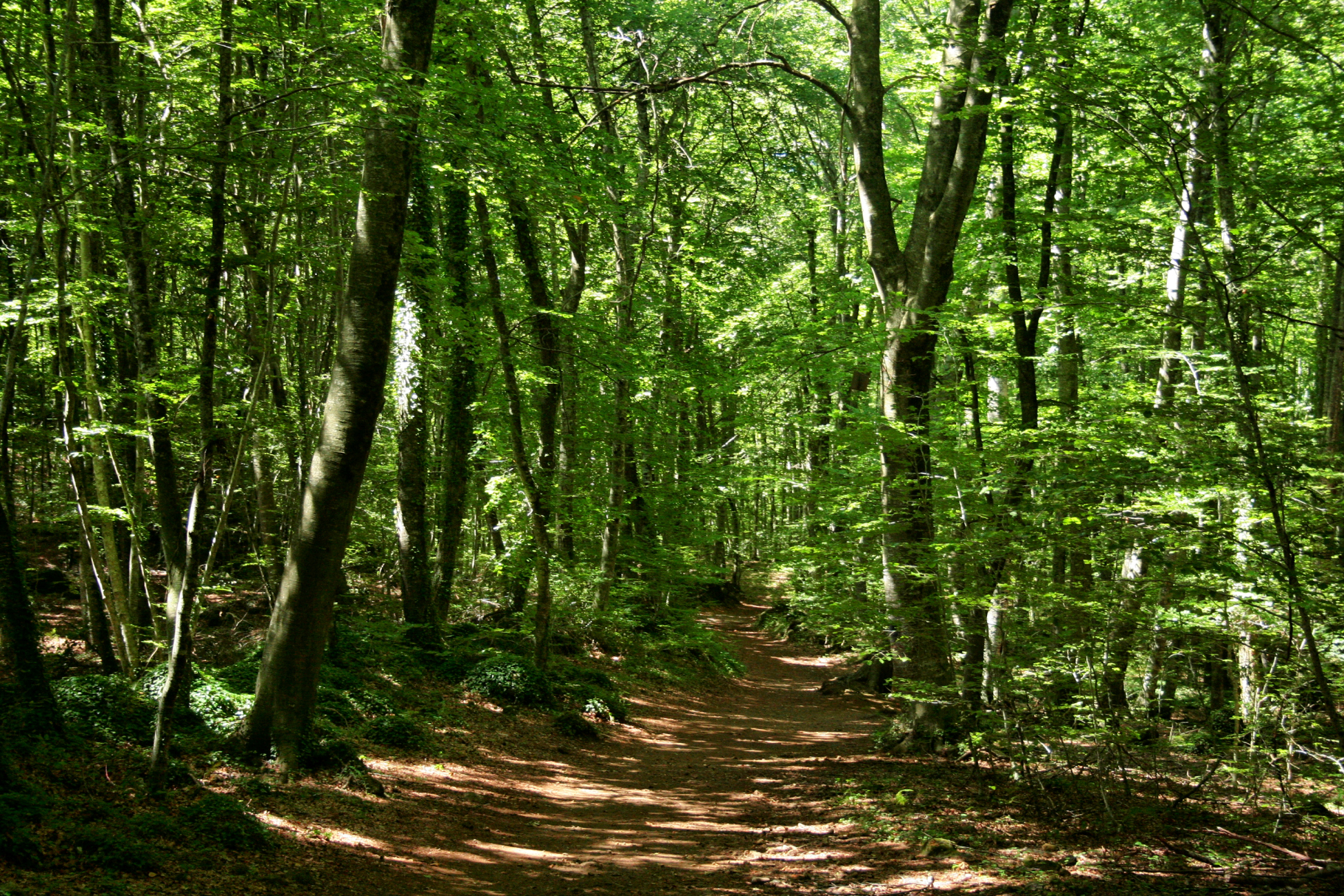
Fageda d'en Jordà (Garrotxa), típic bosc caducifoli

## Amenaces del bosc caducifoli temperat
El bosc caducifoli a Europa i Amèrica es troba en retrocés per les mateixes raons que el bosc esclerofil·le a la conca del Mediterrani. L'agricultura i la ramaderia van canviar fa segles gran part del seu aspecte i extensió restant actualment només fragments de la seva passada extensió.